# Dąbrowa Narodowa (gmina)
Dąbrowa Narodowa (niem. Amtsbezirk Dabrowa-Narodowa) – dawna zbiorowa gmina wiejska (Amtsbezirk), funkcjonująca w latach 1942–1945 pod okupacją niemiecką w Polsce. Siedzibą gminy była Dąbrowa Narodowa (Dabrowa-Narodowa).
Gmina Dąbrowa Narodowa powstała na obszarze dotychczasowego powiatu chrzanowskiego (od 5 maja 1941 pod nazwą Landkreis Krenau), którego większą część wcielono w 1939 roku do III Rzeszy jako część rejencji katowickiej (Regierungsbezirk Kattowitz)).
Gminę Dąbrowa Narodowa utworzono 1 stycznia 1942 z części dotychczasowej gminy Szczakowa (1939–41 Landgemeinde Szczakowa) (bez Ciężkowic, które włączono do gminy Trzebninia, oraz ich części o nazwie Pieczyska, którą włączono do miasta Szczakowa) oraz z części miasta Jaworzno (Jezor i Hohes Ufer). Gmina złożyła się ostatecznie z dwóch gromad: (Gemeinden) Dlugoszyn (planowana nazwa Premsdorf) i Dabrowa-Narodowa (planowana nazwa Schacheneichen).
Jednostka przetrwała do 1945 roku. Po wojnie zniesiona.